# Freddy ten Caat
Fred(dy) ten Caat (Hollandscheveld, 29 september 1966) is een voormalig Nederlands voetballer. Hij speelde voor FC Twente en FC Emmen. Nadat zijn doorbraak als profvoetballer uitbleef, kwam hij uit voor VV Hoogeveen. Freddy ten Caat is de jongere broer van Theo ten Caat. 

## Carrière
Ten Caat speelde in zijn jeugd voor SV HODO uit Hollandscheveld en VV Hoogeveen. In 1984 kreeg hij samen met zijn broer Theo de kans een proefwedstrijd in het tweede elftal van FC Twente te spelen. De broers vielen in de smaak bij Twente-trainer Epi Drost en kregen een contract. Terwijl Theo ten Caat zich in zijn eerste seizoen al in het eerste speelde, deed de doorbraak van Freddy ten Caat op zich wachten. Op 26 oktober 1986 maakte hij zijn eredivisiedebuut, in een thuiswedstrijd tegen PSV. In de seizoenen 1986/1987 en 1987/1988 speelde Ten Caat 25 competitiewedstrijden en één bekerwedstrijd voor de Tukkers.
In 1988 vertrok Ten Caat naar FC Emmen. Vanaf 1989 kwam hij lange tijd uit voor het eerste van amateurclub VV Hoogeveen.